# Bettelvogtturm

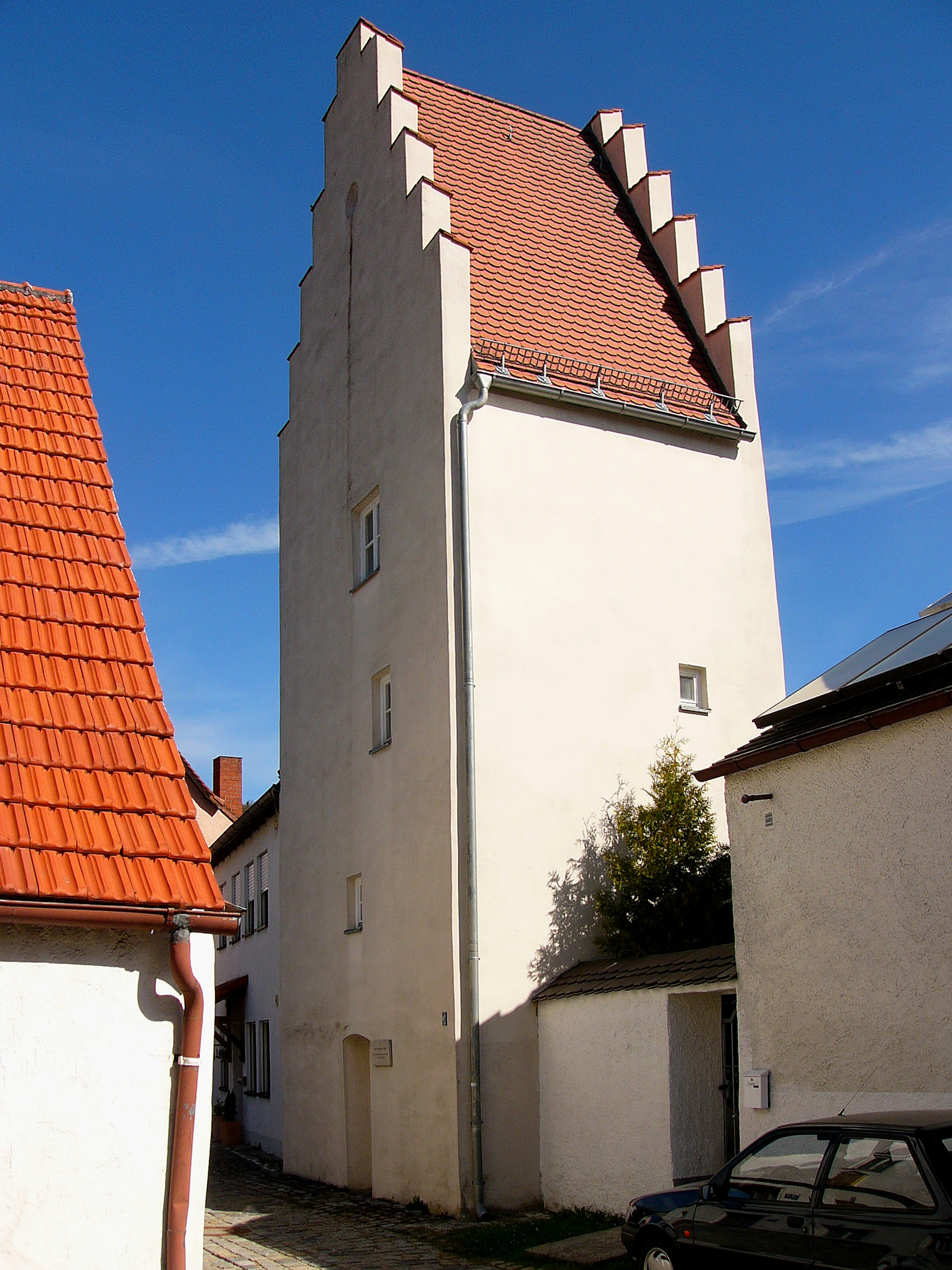
Bettelvogtturm in Dietfurt an der Altmühl

Der Bettelvogtturm in Dietfurt an der Altmühl, einer Stadt im Landkreis Neumarkt in der Oberpfalz in Bayern, wurde Mitte des 15. Jahrhunderts errichtet. Der Wehrturm an der Ringgasse 35 ist ein geschütztes Baudenkmal.
Von vermutlich ursprünglich zehn Wehrtürmen der ehemaligen Stadtbefestigung sind heute noch sechs Türme erhalten. 
Der sogenannte Bettelvogt war eine Art städtischer Polizist, der sich vor allem um die zahlreichen Bettler in der Stadt kümmern musste. Er hatte seine Wohnung im Turm. 